# Campeonato Sul-Americano de Rugby de 2004
O Campeonato Sul-Americano de Rugby de 2004 foi a XXVI edição deste torneio.
A divisão maior (Sul-Americano "A") foi realizada em Santiago (Chile), participaram as seleçãos de Argentina, Uruguai, Chile e Venezuela.
A vencedora foi a Seleção Argentina.
A divisão mais baixa (Sul-Americano "B") foi realizada em São Paulo (Brasil), com a participação das seleçãos de Brasil, Colômbia, Peru e Paraguai.
A vencedora foi a Seleção Paraguaia.

## Divisão A
| 25 de Abril de 2004 |        |           |          |
| Chile               | 3 - 45 | Argentina | Santiago |
|                     |        |           | Santiago |

| 25 de Abril de 2004 |        |           |          |
| Uruguai             | 92 - 8 | Venezuela | Santiago |
|                     |        |           | Santiago |

| 28 de Abril de 2004 |         |         |          |
| Argentina           | 69 - 10 | Uruguai | Santiago |
|                     |         |         | Santiago |

| 28 de Abril de 2004 |        |           |          |
| Chile               | 95 - 3 | Venezuela | Santiago |
|                     |        |           | Santiago |

| 1 de Maio de 2004 |         |           |          |
| Argentina         | 147 - 7 | Venezuela | Santiago |
|                   |         |           | Santiago |

| 1 de Maio de 2004 |         |         |          |
| Chile             | 13 - 20 | Uruguai | Santiago |
|                   |         |         | Santiago |

### Classificação
| Seleção   | Vitórias | Empates | Derrotas | Pontos a favor | Pontos contra | Pontos +/- | Pontos |
| --------- | -------- | ------- | -------- | -------------- | ------------- | ---------- | ------ |
| Argentina | 3        | 0       | 0        | 261            | 20            | +241       | 9      |
| Uruguai   | 2        | 0       | 1        | 122            | 90            | +32        | 7      |
| Chile     | 1        | 0       | 2        | 111            | 68            | +43        | 5      |
| Venezuela | 0        | 0       | 3        | 18             | 334           | -316       | 3      |

Pontuação: Vitória = 3, Empate = 2, Derrota = 1 

## Campeão
| Campeonato Sul-Americano de Rugby 2004 |
| -------------------------------------- |
| ARGENTINA Campeã (25º título)          |

## Divisão B
| 10 de Outubro de 2004 |        |      |           |
| Brasil                | 73 - 3 | Peru | São Paulo |
|                       |        |      | São Paulo |

| 10 de Outubro de 2004 |        |          |           |
| Paraguai              | 76 - 7 | Colômbia | São Paulo |
|                       |        |          | São Paulo |

| 13 de Outubro de 2004 |        |          |           |
| Brasil                | 74 - 0 | Colômbia | São Paulo |
|                       |        |          | São Paulo |

| 13 de Outubro de 2004 |        |      |           |
| Paraguai              | 74 - 0 | Peru | São Paulo |
|                       |        |      | São Paulo |

| 16 de Outubro de 2004 |         |          |           |
| Brasil                | 17 - 22 | Paraguai | São Paulo |
|                       |         |          | São Paulo |

| 16 de Outubro de 2004 |       |          |           |
| Peru                  | 15-10 | Colômbia | São Paulo |
|                       |       |          | São Paulo |

### Classificação
| Seleção  | Vitórias | Empates | Derrotas | Pontos a favor | Pontos contra | Pontos +/- | Pontos |
| -------- | -------- | ------- | -------- | -------------- | ------------- | ---------- | ------ |
| Paraguai | 3        | 0       | 0        | 172            | 24            | +148       | 9      |
| Brasil   | 2        | 0       | 1        | 164            | 25            | +139       | 7      |
| Peru     | 1        | 0       | 2        | 18             | 157           | -139       | 5      |
| Colômbia | 0        | 0       | 3        | 17             | 165           | -148       | 3      |

Pontuação: Vitória = 3, Empate = 2, Derrota = 1 

## Campeão Divisão B
| Campeonato Sul-Americano de Rugby 2004 Divisão B |
| ------------------------------------------------ |
| PARAGUAI Campeão (1º título)                     |